# Tsurumi Yūsuke
Tsurumi Yūsuke (japanisch 鶴見 祐輔; geboren 3. Januar 1885 in Shinmachi, Kreis Tano (2006 zur Stadt Takasaki), Präfektur Gumma; gestorben 1. November 1973) war ein japanischer Kritiker, Schriftsteller und Politiker.

## Leben und Wirken
Tsurumi Yūsuke machte 1910 seinen Studienabschluss an der juristischen Fakultät der Kaiserlichen Universität Tokio. Er arbeitete dann bis 1924 beim Eisenbahnministerium. Wie sein Mentor Nitobe Inazō machte er sich für Liberalismus und internationale Zusammenarbeit stark. Er unterstützte seinen Schwiegervater Gotō Shimpei in den 1920er Jahren in der „Bewegung für Ethik in der Politik“ (政治倫理化運動, Seiji rinrika undō). Von 1928 bis 1935 publizierte er das Magazin „Shin jiyū shugi“ (新自由主義) – „Neuer Liberalismus“. 1928 war er als Unabhängiger für den 1. Wahlkreis Okayama Mitglied des Repräsentantenhauses im Reichstag geworden und wurde 1930 abgewählt. Ab 1936 wurde er, zunächst für die Minseitō, dreimal im 2. Wahlkreis von Iwate gewählt. Während dieser Zeit besuchte er die Vereinigten Staaten, Australien usw. und bemühte sich, die Verschlechterung der öffentlichen Meinung gegenüber Japan im Ausland zu verhindern.
Nach dem Zweiten Weltkrieg wurde Tsurumi Generalsekretär der „japanischen Fortschrittspartei“ (日本進歩党 Nihon Shimpotō, englisch Japan Progressive Party). Im Januar 1946 wurde er von der alliierten Besatzung aus allen öffentlichen Ämtern ausgeschlossen, weil er 1944 für die Taisei Yokusankai und die 1945 daraus hervorgegangene Dainippon Seijikai (大日本政治会) Führungsfunktionen übernommen hatte. Er kehrte dann in die Politik zurück und wurde 1953 im landesweiten SNTV-Wahlkreis als Kandidat der Kaishintō (später Demokratische Partei Japans→LDP) in das Oberhaus des Parlaments gewählt. Er wurde Sozialminister (englisch Minister für Gesundheit und Wohlfahrt) im 1. Kabinett Hatoyama. 1959 zog er sich aus der Politik zurück.
Tsurumi wurde mit dem Grand Cordon des Ordens des Heiligen Schatzes ausgezeichnet. Er war Vater der Kritikerin und Soziologin Tsurumi Kazuko (鶴見 和子; 1918–2006) und des Philosophen, Kritikers, politischen Aktivisten und Populärkulturforschers Tsurumi Shunsuke (1922–2015).
2007 wurde Tsurumi posthum mit dem Mainichi-Kulturpreis im Fach „Edition“ für sein Werk über das Leben und Wirken seines Schwiegervaters Gotō Shimpei ausgezeichnet, das 8 Bände und einen Ergänzungsband umfasst.